# Ombre sul giallo
Ombre sul giallo è un programma televisivo italiano di genere docu-drama e criminologico, andato in onda su Rai 3 dal 2004 al 2008 e condotto da Franca Leosini.
Sulla falsariga di Telefono giallo e Storie maledette, altra trasmissione condotta dalla Leosini, Ombre sul giallo si occupa di fatti di sangue. Questa trasmissione si concentra particolarmente sull'interrogativo riguardo alla colpevolezza o meno di alcuni personaggi che hanno macchiato di sangue la cronaca nera degli ultimi 50 anni d'Italia.
In ogni puntata viene presentata la ricostruzione dell'accaduto, gli atti processuali, o almeno la parte più importante di essi, e si mettono in discussione le sentenze che hanno condannato o reso innocenti i protagonisti dell'episodio in questione, grazie all'intervento degli avvocati che presero parte ai processi, talvolta ai giudici stessi che emisero le sentenze, e a parenti ed amici delle persone direttamente coinvolte nel caso.
La verosimiglianza delle ricostruzioni è uno dei punti forti del programma, che, avvalendosi sovente della collaborazione delle forze dell'ordine, ed in particolare degli agenti che hanno vissuto il caso, cerca di proiettare il telespettatore sulla scena del crimine, lasciando a lui ogni giudizio sulla correttezza delle sentenze. Con un taglio giornalistico diretto e con l'eloquio forbito tipico della caratteristica professionale della conduttrice, le inchieste di Ombre sul giallo tentano di far nascere dubbi, anche su sentenze che a primo impatto possono sembrare più che corrette.
Fra i diversi casi giudiziari di cui si è occupata la trasmissione vi è il noto caso di Patrizia Campagna, condannata a 21 anni di reclusione ma ritenuta da molti innocente, e quello dell'omicidio di Nadia Roccia. Di grande impatto anche la puntata dedicata al caso dei 9 fratelli Fronteuddu, vittime di abusi sessuali da parte del padre. Particolare scalpore ha provocato, nel 2005, la puntata dedicata all'assassinio di Pier Paolo Pasolini, durante la quale, per la prima volta, Pino Pelosi si è dichiarato innocente. Gran parte delle puntate si chiudono con una frase pronunciata dalla conduttrice per delineare il leitmotiv della stessa: "La dignità di un dubbio va sempre preferita al tormento di un errore".